# Samuel Edwards (Politiker)
Samuel Edwards (* 12. März 1785 in Chester Township, Delaware County, Pennsylvania; † 21. November 1850 in Chester, Pennsylvania) war ein US-amerikanischer Politiker. Zwischen 1819 und 1827 vertrat er den Bundesstaat Pennsylvania im US-Repräsentantenhaus.

## Werdegang
Samuel Edwards besuchte die öffentlichen Schulen seiner Heimat. Nach einem anschließenden Jurastudium und seiner 1806 erfolgten Zulassung als Rechtsanwalt begann er in Chester in diesem Beruf zu arbeiten. Später nahm er als Soldat am Britisch-Amerikanischen Krieg von 1812 teil. Politisch war er zunächst Mitglied der Föderalistischen Partei. Zwischen 1814 und 1816 saß er als Abgeordneter im Repräsentantenhaus von Pennsylvania.
Bei den Kongresswahlen des Jahres 1818 wurde Edwards im ersten Wahlbezirk von Pennsylvania in das US-Repräsentantenhaus in Washington, D.C. gewählt, wo er am 4. März 1819 die Nachfolge von Joseph Hopkinson antrat. Nach drei Wiederwahlen konnte er bis zum 3. März 1827 vier Legislaturperioden im Kongress absolvieren. Seit 1823 vertrat er dort den vierten Distrikt seines Staates. In den 1820er Jahren schloss er sich der Bewegung um den späteren Präsidenten Andrew Jackson an. Von 1821 bis 1825 war Edwards Vorsitzender des Ausschusses zur Kontrolle der Ausgaben des Marineministeriums.
Nach dem Ende seiner Zeit im US-Repräsentantenhaus praktizierte Samuel Edwards wieder als Anwalt. Zwischen 1838 und 1842 war er als Zollinspektor tätig. Er starb am 21. November 1850 in Chester, wo er auch beigesetzt wurde.